# سيد أباد (غرمي)
سيد أباد (بالإنجليزية: Seyyedabad, Ardabil)‏ هي قرية تقع في أردبيل في إيران. يقدر عدد سكانها بـ 169 نسمة بحسب إحصاء 2016.